# Gorp (Hilvarenbeek)

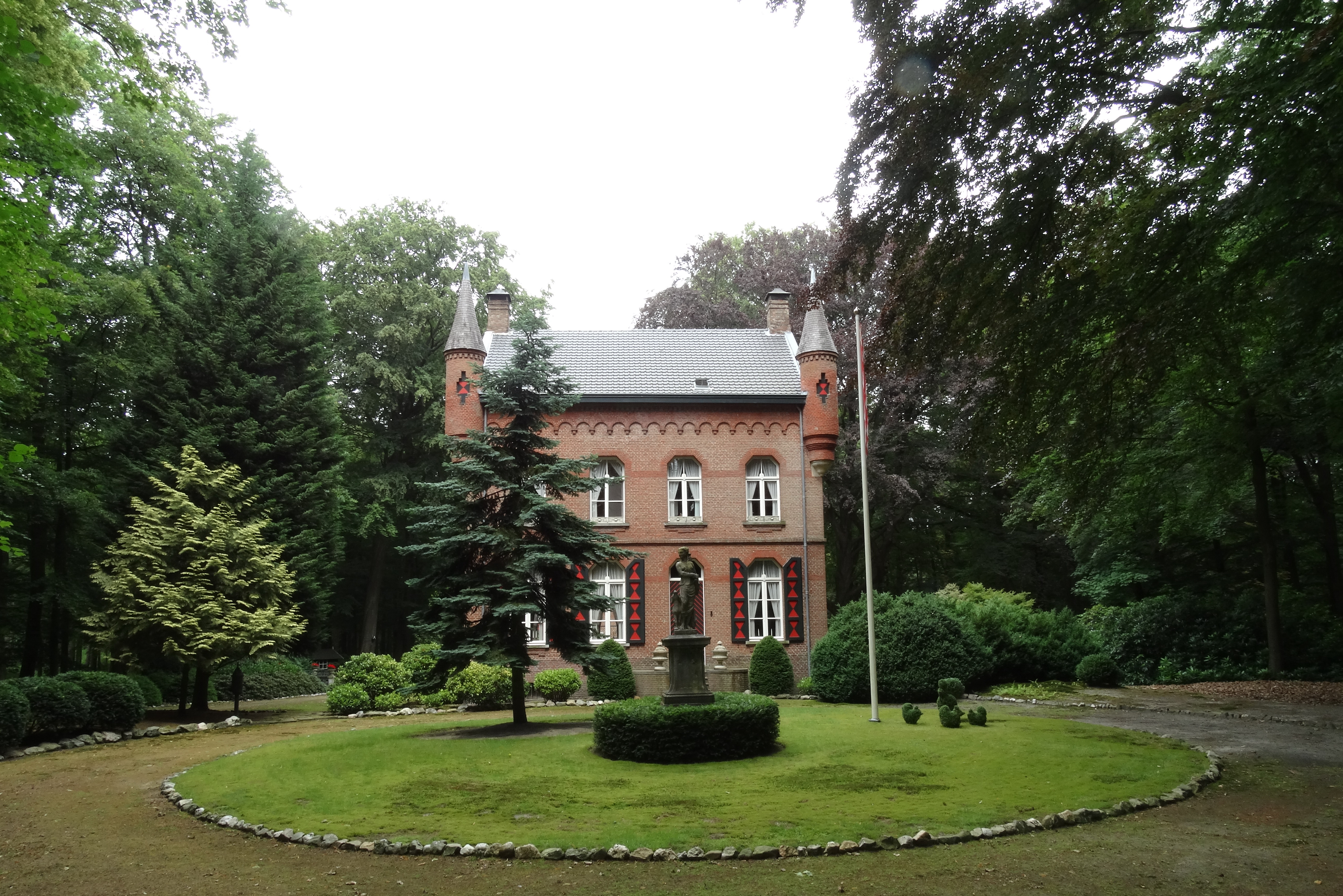
Neogotisch jachthuis op Landgoed Gorp & Roovert, ook wel "Het Kasteel" genoemd

Gorp is een buurtschap in de gemeente Hilvarenbeek in de Nederlandse provincie Noord-Brabant. Het ligt midden in het landgoed Gorp en Roovert.
Vanwege dit landgoed worden Gorp en Roovert ook wel als dubbelbuurtschap beschouwd, maar daar is pas sprake van na 1930.

## Ligging
Gorp ligt aan de westkant van Hilvarenbeek, en grenst daar aan Goirle. Ten zuiden van Gorp ligt de buurtschap Roovert.

## Toponomie
Gorp of Gorop is afgeleid van het Middelnederlandse woord gore, ofwel 'drassig' of 'vuil', net als Goirle en Goor. Het geeft een slijkerig of moerassig stuk land aan.

## Geschiedenis
In oude cijnsboeken van de Raad- en Leenhof te Brussel werd al melding gemaakt van "De hoeve van Gorop" groot 111 bunders en als leengoed uitgegeven door de hertogen van Brabant. Waarschijnlijk is het in cultuur gebracht omstreeks 1250.
De oudst bekende van Gorps zijn Henricus de Gorpe en Delia van Gorpe. Henricus wordt in 1311 vermeld. Hij was leenman van de tempeliers in Alphen. Delia verkoopt op 9 september 1312 aan de Sint-Bernardusabdij (Hemiksem) nabij Schelle een pacht van 1 halster rogge, gevestigd op een huis en op enige stukken bouw- en weideland te Breda. De exacte familierelatie van Henricus en Delia met de oudst bekende heer van Gorp is niet bekend.
Wauter van Ghorpe is de oudste bij naam bekende leenman op de Leenhoeve. Zijn zoon Ghodescalc of Scelken van Gorpe wordt voor het eerst in 1340 vermeld. Hij volgt zijn vader op als leenman. Zijn nakomelingen noemen zich Schellekens. Een van Wauters nazaten van een andere zoon was Johannes Gerartsen van Gorp, die na zijn studie publiceerde onder de naam Johannes Goropius Becanus, een andere bekend geworden nazaat is de op de Voort geboren jezuïet Martinus Becanus, een zoon van Jan Merten Schellekens.
De leenhoeve blijft bezit van de familie Schellekens tot 1556. In 1589 erft Jan Montens, heer van Berkel, de bezittingen.
Rond 1750 wordt Cornelis Bles, procureur, notaris en president-schepen van Tilburg eigenaar van de Leenhof en aanliggende landerijen. Deze Cornelis Bles laat een sterrenbos aanleggen, met ook een kaarsrechte laan van Gorp naar Breehees, destijds ook een buurtschap onder Hilvarenbeek. Dit sterrenbos of starrebosch werd ook de Warande genoemd.
In 1840 staan er in Gorp 7 huizen met 50 inwoners, daarvan zijn de Leenhof, De Grote Hoef, de Nieuwe Hoef en de Kleine Hoef nog over.

In 1868 breidt baron Eugene de Zerezo de Tejada, die toen eigenaar van het landgoed was, Gorp uit met een kasteel en een jachthuis ertegenover.
In 1912 wordt boerderij-herberg "Het Paradijske" door bliksem getroffen en brandt af.
In 1941 is tegenover het kasteel door de familie Van Puijenbroek een grote modelboerderij gebouwd volgens de ideeën van Sicco Mansholt.
Aan het begin van de 21e eeuw is in de gemeenteraad van Hilvarenbeek de afsluiting van landgoed Gorp en Roovert voor gemototiseerd verkeer een veelbesproken onderwerp. Een tijdlang zijn de wegen afgesloten geweest voor gemotoriseerd verkeer, maar weer opengesteld in 2010, ondanks protesten.

## Bezienswaardigheden
- De Leenhof, een rijksmonument uit de 16e eeuw.
- De Nieuwe Hoef, een tiendhoeve uit 1641, rijksmonument sinds 1984.
- De Kleine Hoef, Gorp 5, ten westen van het Kasteel en de Leenhof. Het is een rietgedekte langgevelboerderij met bouwdelen uit het begin van de zestiende eeuw. De boerderij is rijksmonument.
- De Grote Hoef is een tot woonhuis verbouwde langgevelboerderij met een nieuwe rieten kap met wolfseind en dakschild, 18e-eeuws muurwerk en een vermoedelijk 16e-eeuwse gebintconstructie.
- De Warande, een klein starrebos uit de 18e eeuw.
- Het Kasteel, een neogotisch jachthuis uit 1868, met bijbehorend jagershuis.

## Bekende inwoners
- Op 23 juni 1519 wordt op Gorp Johannes Goropius Becanus geboren, waarschijnlijk op de Leenhof, of vlak erbij. De heemkundige kring van Hilvarenbeek is naar hem vernoemd, Johannes Goropius.[10]